# بیالتی
بیالتی (انگلیسی: Bialetti) شرکت لوازم خانگی ایتالیایی است، که در سال ۱۹۳۳ تأسیس شد.